# Igazság és módszer
Az Igazság és módszer (eredetileg németül Wahrheit und Methode) Hans-Georg Gadamer német filozófus könyve, mely először németül 1960-ban, magyarul pedig először 1984-ben jelent meg Bonyhai Gábor fordításában.

## Az esztétikai tudat ellen
A könyv a filozófiai hermeneutika fő műve, mely (többek között) Hans-Robert Jauss írásain keresztül az irodalomelméletre és az irodalomtudományra is nagy hatást gyakorolt.
Gadamernek az a célja, hogy meghaladja a romantikus művészetfelfogást, amelyet itt „esztétikai tudatnak” nevez. Ennek az a lényege, hogy az alkotásban a gyönyörködtető szerepet tartja meghatározónak, illetve az alkotási folyamatot a zseni öntudatlan, élményszerű tevékenységének tekinti. Ennek megfelelően az esztétikai tudat kulcsfogalmai a zseni, az élmény és a szimbólum. Ez az esztétikai gondolkodás, melyet zseniesztétikának is neveznek, Kanttal vette kezdetét, de csak később, főként Schiller és Goethe munkásságában teljesedett ki. Azelőtt azonban az alkotást és az alkotási folyamatot nem a zseni tevékenységének, önkifejezésének, hanem tudatos tervező tevékenységnek, formák, eljárások és műveltséganyag működtetésének tekintették, a befogadás pedig értelmezést, és nem élményszerű azonosulást jelentett.

## A hermeneutikai tapasztalat
Ezzel ellentétben Gadamer a művészetben a megértési és az értelmezési mozzanatot hangsúlyozza. A művészet is a megismerés egy módja, de nem objektív értelemben: itt nem a reáltudományokra jellemzően, a kísérleti megismételhetőség és egzaktság módján ismerünk meg egy külső objektumot, hanem önmagunkat értjük meg jobban. A művészet tehát nem annyira gyönyörködtet, mint inkább az ember önmegértésének közegeként szolgál. Heidegger szerint „a nyelv a lét háza”, vagyis a nyelv által értjük meg a dolgokat, a létet, önmagunkat. Gadamer számára ez a gondolat szolgál kiindulópontként. A műalkotással való találkozás nem más, mint a másikban való önmegértés. Könyvének második részében a német filozófus a hermeneutikai tapasztalat szerkezetét írja le. Meghatározó fogalmai ennek során a hermeneutikai kör, hatástörténeti tudat, és az alkalmazás.

### A hermeneutikai kör

#### A hermeneutikai kör mint térbeli struktúra
A hermeneutikai kör mint értelmezési aktus Gadamer szerint kétféle értelemben gondolható el. Az első elgondolás a kört térbeli struktúraként írja le. A protestáns hermeneutika azt a kérdést tette fel a Biblia fordítása kapcsán, hogy hogyan lehet megérteni és helyesen lefordítani ezt a holt nyelven írott szöveget. A szöveget úgy értjük meg, ha helyesen értelmezzük az egyes kifejezéseit, amik jelentése viszont a kontextus értelmezésével válik lehetővé. A részekből értjük meg az egészet, és az egészből a részeket. Ezt a térbeli értelemben vett hermeneutikai kört Schleiermacher kibővítette szubjektív és objektív irányban is. Szubjektív értelemben az adott szövegbeli megnyilvánulás részét képezi a szerző lelkivilágának, objektív értelemben pedig az adott szöveg része az életmű egészének.

#### A hermeneutikai kör mint időbeli struktúra
Gadamer ezzel egy másfajta körkörösséget állít szembe, amelynek szerkezetét nem a tér, hanem az idő határozza meg. A kör fogalmában Gadamer a Heidegger által bevezetett hermeneutikai kör fogalmát fejleszti tovább a szövegek megértésére vonatkoztatva. Heidegger szerint az ember nem szubjektumként áll szemben a tőle elválasztott, objektumként vagy objektumok összességeként elgondolt világgal, ahogyan azt az ismeretelmélet feltételezte. Az ember alapvető létmódja a megértés, vagyis, ahogyan Heidegger fogalmaz, az ember már eleve a világnál van, már eleve érti valahogy a világot. Az értelmezés során ez az előzetes megértés explicitté válik, vagyis tudatosul. Gadamer ennek az előzetes létmegértésnek a mintájára alkotja meg a szöveggel való találkozás aktusának leírásakor a felvázolás fogalmát. Amikor olvasunk, mindig felvázolást végzünk, vagyis előfeltételezünk valamilyen értelmet. Az olvasás során persze általában nem egyetlen ilyen előfeltevéssel élünk: mindig rivalizáló felvázolások sokasága működik bennünk. Ez az előfeltételezés azonban nem tetszőleges: előzetes tapasztalataink, tudásunk határozza meg. A szöveg értelmezése során tehát saját előfeltevéseink, előítéleteink tudatosulnak bennünk, így jobban megértjük önmagunkat, saját előítéleteink, előzetes tudásunk válik explicitté, mivel, ahogy Gadamer fogalmaz, az előítéletek csak akkor tudatosulnak, ha „ingereljük” azokat. Ezt a tudatosulást nevezhetjük körkörös jellegű megértésnek. Ugyanakkor pedig ennek a tudatosításának köszönhető, hogy a szöveget a maga másságában tudjuk megérteni.

### A hagyomány
Gadamer a felvázolás és az előfeltevések kapcsán rehabilitálja az előítélet fogalmát. Az előítélet a felvilágosodásban kapott negatív értéktöltetet. Gadamer azonban hangsúlyozza, hogy a felvilágosodásnak is volt egy előítélete, mégpedig pontosan magukkal az előítéletekkel szemben. Gadamer szerint a felvilágosodás helytelenül értelmezte ezt a terminust. A felvilágosodás azt tekinti előítéletnek, ha nem saját magunk gondolkodunk, hanem ráhagyatkozunk egy tekintélyre. A legnagyobb tekintély ebben az időben a Biblia, az egész mozgalom ez ellen irányul. Gadamer azonban az előítélettel együtt a tekintély fogalmát is újragondolja: a tekintély nem a saját belátás, az ész helyét foglalja el, hanem éppen az észből és a belátásból, saját korlátozottságunk felismeréséből ered: tekintély az, akiről elismerjük, hogy tapasztalatai, tudása szélesebb körű, mint a miénk. Hasonlóképpen az egyes személyekhez a hagyomány is rendelkezik autoritással. Gadamer vitába száll azzal az elgondolással, mely szerint a hagyomány korlátozza az embert: a hagyomány igenlésre szorul, megszólít minket. Az ember a hagyományból érti meg önmagát. A hagyomány azt közvetíti, ami idővel megőrzésre érdemesnek bizonyult – ehhez az időbeli távolság biztosít nagyobb rálátást. A hagyomány tekintélyének fő példája a klasszikus mű: mond nekünk valamit, ez által tapasztaljuk meg, hogy hozzátartozunk a hagyományhoz (múltbeli, de a jelenből szól).

### A hatástörténet elve
Gadamer vitatkozik Schleiermacher gondolatával, miszerint a szöveget az értelmezőnek jobban kell értenie, mint ahogy maga a szerző értette. Nem jobban, hanem máshogyan. A szövegek, a múlt megértést nem úgy kell elképzelnünk, hogy valami tőlünk független dolgot értünk meg, hanem hagyni, hogy a szöveg mondjon nekünk valamit, hogy megszólítson minket. Gadamer a hermeneutikai szituációt a horizont fogalmával írja le, amelyet Husserltől vesz át. Mindig benne állunk valamilyen szituációban, amelyeket előítéleteink összessége határoz meg, ez azonban nem állandó, hanem változik, hasonlóan a térben mozgó személyhez, akinek állandóan változik a látóhatára. A múltat ebből a szituációból értjük meg, miközben a múlt is egy olyan horizontot képez, amely meghatározza a miénket. A megértést Gadamer ennek a két horizontnak az összeegyeztetéseként írja le, ez a horizont-összeolvadás.

### Az alkalmazás
Gadamer szerint a romantika előtt a hermenutika a megértésben három mozzanatot különböztetett meg, ezek voltak a megértés (subtilitas intelligendi), az értelmezés (subtilitas explicandi), és harmadikként az alkalmazás (subtilitas applicandi). Az alkalmazás azt jelenti, hogy a szöveget értelmét a saját szituációnkra alkalmazzuk. Ebben Gadamer számára példaértékű a jogi hermeneutika és a teológiai hermeneutika, ahol az értelmezés egyben alkalmazást is jelent. A jogban a szöveget az egyes esetekre vonatkoztatják, a prédikációban pedig úgy értelmeznek egy szövegrészt, hogy az adott szituációra vonatkozó tanulságot vonnak le belőle. Ezekben az esetekben nyilvánvaló, hogy ha a szöveget a „szöveg saját igénye szerint akarjuk megérteni, akkor minden pillanatban, azaz minden konkrét szituációban újból és másképp kell érteni”.

## Magyar kiadások
- Igazság és módszer. Egy filozófiai hermeneutika vázlata (Gondolat, 1984) Fordította és utószó Bonyhai Gábor. ISBN 963 281 440 1
- Igazság és módszer. Egy filozófiai hermeneutika vázlata (Osiris, 2003) (Sapientia humana sorozat) 2. javított kiadás. Fordította Bonyhai Gábor. ISBN 978 963 389 2138